# Entre las piernas
Entre las piernas és una pel·lícula espanyola de thriller eròtic i dramàtic dirigida el 1999 per Manuel Gómez Pereira. Es va estrenar el 14 de gener de 1999 sota una qualificació de no recomanada per a menors de 18 anys. Va tenir un total de 923.196 espectadors entre totes les sales de cinema espanyoles i franceses i va recaptar 3.470.643,31 euros.

## Sinopsi
Miranda (Victoria Abril) i Félix (Carmelo Gómez)són una parella casada amb una reeixida vida professional. Ella locutora de ràdio i ell policia. Encara que no tot és el que sembla, ja que sofreixen una gran crisi relacionada amb la seva vida sexual i per a solucionar-ho decideixen acudir a una teràpia per a addictes al sexe.
Una vegada allí, Miranda coneix Javier (Javier Bardem), un guionista que està en teràpia perquè és addicte al sexe. Des d'aquest mateix instant sorgeix una gran tensió sexual entre ells que acabarà consumant-se al seient posterior d'un cotxe i a partir d'aquí descobriran que tot havia començat molt abans de la teràpia sexual.

## Repartiment
- Victoria Abril com Miranda.
- Javier Bardem com Javier.
- Carmelo Gómez com Félix.
- Juan Diego com Jareño.
- Sergi López com Claudio.
- Javier Albalá com Juancar.
- María Adánez com Juani.
- Carmen Balagué com Begoña.
- Manuel Manquiña com Manuel.
- Víctor Rueda com Azucena / Jacinto.
- Salvador Madrid com Inspector jefe.
- Roberto Álvarez com Anastasio.
- Dafne Fernández com Celia.
- Alberto San Juan com Rojas.

## Nominacions i premis
- Va estar nominada a l'Os d'Or al 49è Festival Internacional de Cinema de Berlín.[3][4]
- Premi Turia al millor actor (1999): Carmelo Gómez.[5]